# Dantogo

## Description
Dantogo est une localité située dans le centre de la Côte d'Ivoire, au sein du département de Mankono, dans la région du Worodougou, une zone qui fait partie du district du Woroba. En tant que chef-lieu de commune, Dantogo occupe une place administrative et organisationnelle importante dans la région.

## Localisation et contexte géographique
Dantogo est implantée dans une région caractérisée par des paysages variés, allant des savanes arborées aux zones plus densément végétalisées. Le climat y est généralement tropical, avec une alternance entre une saison des pluies et une saison sèche, ce qui favorise l'agriculture, une activité essentielle pour la population locale.